# Извилистый (приток Щапины)
Извилистый — ручей на полуострове Камчатка в России. Впадает в реку Щапина слева на расстоянии 150 км от устья. Длина — 13 км.
По данным государственного водного реестра России относится к Анадыро-Колымскому бассейновому округу. Код водного объекта 19070000112220000014004.